# Bèumont de Chastelnòu
Beaumont-Monteux és un municipi francès situat al departament de la Droma i a la regió d'Alvèrnia-Roine-Alps. L'any 2007 tenia 1.010 habitants.

## Demografia

### Població
El 2007 la població de fet de Beaumont-Monteux era de 1.010 persones. Hi havia 362 famílies de les quals 66 eren unipersonals (37 homes vivint sols i 29 dones vivint soles), 123 parelles sense fills, 165 parelles amb fills i 8 famílies monoparentals amb fills.
La població ha evolucionat segons el següent gràfic:
Habitants censats

### Habitatges
El 2007 hi havia 409 habitatges, 369 eren l'habitatge principal de la família, 8 eren segones residències i 31 estaven desocupats. 378 eren cases i 28 eren apartaments. Dels 369 habitatges principals, 298 estaven ocupats pels seus propietaris, 63 estaven llogats i ocupats pels llogaters i 8 estaven cedits a títol gratuït; 2 tenien una cambra, 11 en tenien dues, 42 en tenien tres, 92 en tenien quatre i 222 en tenien cinc o més. 304 habitatges disposaven pel capbaix d'una plaça de pàrquing. A 135 habitatges hi havia un automòbil i a 212 n'hi havia dos o més.

### Piràmide de població
La piràmide de població per edats i sexe el 2009 era:
| Homes | Edats   | Dones |
| ----- | ------- | ----- |
| 0     | 95 o +  | 0     |
| 4     | 90 a 94 | 0     |
| 8     | 85 a 89 | 12    |
| 4     | 80 a 84 | 12    |
| 0     | 75 a 79 | 8     |
| 28    | 70 a 74 | 20    |
| 12    | 65 a 69 | 16    |
| 28    | 60 a 64 | 24    |
| 28    | 55 a 59 | 28    |
| 48    | 50 a 54 | 44    |
| 36    | 45 a 49 | 24    |
| 48    | 40 a 44 | 56    |
| 40    | 35 a 39 | 44    |
| 16    | 30 a 34 | 24    |
| 32    | 25 a 29 | 8     |
| 20    | 20 a 24 | 0     |
| 52    | 15 a 19 | 60    |
| 32    | 10 a 14 | 48    |
| 44    | 5 a 9   | 40    |
| 16    | 0 a 4   | 12    |

## Economia
El 2007 la població en edat de treballar era de 685 persones, 503 eren actives i 182 eren inactives. De les 503 persones actives 470 estaven ocupades (265 homes i 205 dones) i 33 estaven aturades (13 homes i 20 dones). De les 182 persones inactives 50 estaven jubilades, 73 estaven estudiant i 59 estaven classificades com a «altres inactius».

### Ingressos
El 2009 a Beaumont-Monteux hi havia 405 unitats fiscals que integraven 1.113 persones, la mediana anual d'ingressos fiscals per persona era de 18.955,5 €.

### Activitats econòmiques
Dels 46 establiments que hi havia el 2007, 7 eren d'empreses extractives, 3 d'empreses alimentàries, 1 d'una empresa de fabricació de material elèctric, 2 d'empreses de fabricació d'altres productes industrials, 10 d'empreses de construcció, 7 d'empreses de comerç i reparació d'automòbils, 6 d'empreses de transport, 1 d'una empresa d'hostatgeria i restauració, 1 d'una empresa immobiliària, 4 d'empreses de serveis, 1 d'una entitat de l'administració pública i 3 d'empreses classificades com a «altres activitats de serveis».
Dels 13 establiments de servei als particulars que hi havia el 2009, 1 era una funerària, 2 tallers de reparació d'automòbils i de material agrícola, 3 paletes, 2 fusteries, 1 lampisteria, 1 electricista, 2 perruqueries i 1 restaurant.
Dels 3 establiments comercials que hi havia el 2009, 2 eren fleques i 1 una carnisseria.
L'any 2000 a Beaumont-Monteux hi havia 37 explotacions agrícoles que ocupaven un total de 896 hectàrees.

## Equipaments sanitaris i escolars
El 2009 hi havia 2 escoles elementals.

## Poblacions més properes
El següent diagrama mostra les poblacions més properes.